# 安北都护府
安北都护府是唐朝管理铁勒诸族的都护府。可作为对647年之后的几个都护府统称。

## 历史

### 唐灭薛延陀
唐太宗贞观二十年（646年），唐朝联合回纥等铁勒部落，击灭薛延陀。次年（647年）正月九日，铁勒、回纥等十三个部落内附唐朝，唐太宗以其部落酋帅为都督、刺史，设六都督府七羁縻州：翰海府、金微府、燕然府、幽陵府、龟林府、卢山府。七州：皐兰州、高阙州、鸡鹿州、鸡田州、榆溪州、蹛林州、窦颜州，并从京师长安到北荒设置六十六个驿站，号为“参天可汗道”，作为各部落朝贡道路。四月十日，在阴山之麓的单于台（在今内蒙古杭锦后旗北乌加河（古黄河）北岸）设置燕然都护府，以扬州司马李素立为都护，管理这十三个部落，辖境东到大兴安岭、西到阿尔泰山、南到戈壁、北到贝加尔湖的整个蒙古高原。回紇的汗吐迷度曾經是刺史。
唐高宗永徽元年（650年），燕然都护府改为領瀚海、金微、新黎、幽陵、龜林、堅昆六都督府；仙萼、浚稽、余吾、稽落、居延、窴顏、榆溪、渾河、燭龍九州。同年又在云州设立了单于都护府（云州云中县西北也有一个单于台，以此得名），两都护府以沙漠为界，南北分治铁勒（漠北）与突厥（漠南）。

### 瀚海都护治漠北
唐高宗龙朔三年（663年）二月十五日，燕然都护府改称瀚海都护府，治所迁移到回纥本部（今蒙古国哈尔和林）。单于都护府改名云中都护府，移置云中故城（今内蒙古托克托县古城乡），仍以碛为界，碛北诸蕃州悉隶瀚海，碛南并隶云中。

### 安北都护迁漠南
唐高宗总章二年（669年）八月，瀚海都护府又改称安北都护府。不久治所移到漠南隋朝时的大同城镇旧地（今内蒙古额济纳旗）。
唐高宗末年后突厥兴起，并很快兴师南下，与唐争夺漠南之地。突厥除南下犯唐外，还乘机利用此时期旱灾对漠北铁勒民族的严重影响与其内乱及时向漠北发展，不久铁勒故地皆为所并。在后突厥的攻击下，武后垂拱元年（685年），置大同城镇，安北都护府暂时移到删丹县（属甘州，今甘肃山丹县）西南九十九里处的西安城（今甘肃民乐县）。
唐中宗景龙二年（708年），为了跨过黄河、处于有效防卫和主动进攻的战略位置，朔方军总管张仁愿利用当时突厥全军西击突骑施的机会，夺取漠南地区，并在黄河以北修筑东、中、西三受降城，形成一道联防横线，以便断绝突厥的南侵道路。同年安北都护府从安西城迁到西受降城（今内蒙古乌拉特后旗）。
唐睿宗景云二年（711年），于安北都护府重新设立单于都护府，治所同在西受降城。
唐玄宗开元二年（714年）闰二月，鸿胪少卿、朔方军副大总管王晙兼安北大都护、朔方道行军大总管，管辖丰安、定远、三受降城等军城兵马。单于、安北二都护府分离，二者皆从西受降城迁出，单于都护府返回故址——云中故城安置，安北都护府移到中受降城（今内蒙古乌拉特中旗）。
唐玄宗开元九年（721年），随着朔方节度使的建立，单于、安北二都护府变成了朔方节度使所辖的两个军镇，其原来的都护一职往往成了朔方节度使及其副使的加官或兼职。
唐玄宗天宝八载（749年），张齐丘于中受降城西北五百余里碛口木腊山故可敦城（位于今内蒙古乌拉特中后联合旗西北）置横塞军，以郭子仪为横塞军使，并移安北都护府治所到此。
唐玄宗天宝十三载（754年），因横塞军城其地不利于军队屯田，郭子仪在永清栅北（今乌拉特前旗乌梁素海东岸）修筑新城，移横塞军和安北都护府到新城。

### 改镇北都护
紧接着安史之乱爆发，唐在北疆原来的羁縻府州丧失殆尽，安北、单于二都护府原有的“掌抚慰诸蕃，辑宁外寇，觇候奸谲，征讨携离”职能随之彻底丧失，都护府形同虚设。唐肃宗至德二年（757年）因安禄山姓安，改安北都护府为镇北都护府。
唐肅宗乾元元年（758年），横塞军改名天德军，镇北府事仍由朔方节度使、天德军使郭子仪兼理，军马权置于永清栅，理所又移西受降城。
唐德宗兴元元年（784年），镇北都护府被废除。
唐武宗会昌三年（843年），单于都护府改称安北都护府。

## 安北都护
- 李素立（647年—649年）
- 姜简（永徽年间）
- 任雅相（显庆初年）
- 刘审礼（661年）
- 姜协（约龙朔年间）
- 臧善安（约唐高宗年间）
- 庞同福（唐高宗年间）
- 李大志（唐高宗咸亨三年（672）后）
- 孙俊（694年）
- 王神符（约武后时）
- 李旦（699年—702年）
- 臧怀亮（约唐睿宗时）
- 王晙（？—714年）
- 臧怀义（约开元初年）
- 李琮（李嗣直）（716年，遥领）
- 张知运（716年前后）
- 臧怀恪（开元年间）
- 臧希庄（729年前）
- 田琬（开元年间）
- 李光弼（745—746年）
- 李琬（749年）
- 郭子仪（749年—754年）
- 李林甫（751年，遥领）
- 臧方直（约天宝末年）
- 仆固怀恩（762年）

此后安北都护由单于都护振武节度使兼任。
- 李忠顺（843年—845年？）
- 契苾通（852年—854年）
- 高承恭（861年—863年）
- 石善友（893年—903年）

- 李存进（后唐）（923年）

## 区划[4]

### 军州
| 军州                                                 | 城县                | 现在地名                                   | 备注                                                                                 |
| ---------------------------------------------------- | ------------------- | ------------------------------------------ | ------------------------------------------------------------------------------------ |
| （丰州）                                             | 单于台              | 内蒙古巴彥淖爾市乌拉特中旗温更镇阿拉腾胡少 | 647年—663年都护府治                                                                  |
| 瀚海府城                                             | 天山县              | 蒙古国后杭爱省浩吞特县东北                 | 663年—垂拱年间都护府治                                                               |
| （甘州）                                             | 同城镇              | 内蒙古额济纳旗巴彥陶來蘇木吉日嘎郎图       | 垂拱年间—693年都护府寄治                                                             |
| （凉州）                                             | 西安城              | 甘肃省民乐县三堡鎮                         | 693年—708年都护府寄治                                                                |
| 天德军 （横塞军 749年—754年） （天安军 754年—756年） | 通济县              | 内蒙古乌拉特前旗沙德格苏木                 | 749年—754年都护府治、横塞军治                                                        |
| 天德军 （横塞军 749年—754年） （天安军 754年—756年） | 大同县              | 内蒙古乌拉特前旗额尔登布拉格苏木           | 754年—758年都护府治、天德军治，758年废大同县，天德军改治今额尔登布拉格苏木雅日呼都格 |
| 天德军 （横塞军 749年—754年） （天安军 754年—756年） | 西受降城 （长宁县） | 乌拉特中旗乌加河镇聯豐奋斗村               | 708年—714年、758年—845年都护府治                                                     |
| 天德军 （横塞军 749年—754年） （天安军 754年—756年） | 中受降城 （阴山县） | 包头市九原区                               | 714年—749年都护府治                                                                  |
| 丰州                                                 | 九原县              | 乌拉特前旗西小召镇土城子村                 | 722年丰州属安北都护府                                                                |
| 丰州                                                 | 永丰县              | 巴彦淖尔市临河区新华镇                     | 722年丰州属安北都护府                                                                |
| 丰州                                                 | 丰安县              | 乌拉特前旗西小召鎮金星村                   | 722年丰州属安北都护府                                                                |

### 羁縻都督府
| 都督府       | 州名     | 现在地名                       | 原部落         | 备注    |
| ------------ | -------- | ------------------------------ | -------------- | ------- |
| 瀚海都督府   | 瀚海州   | 蒙古国后杭爱省浩吞特县东北     | 回紇           | 647年设 |
| 瀚海都督府   | 金水州   | 蒙古国后杭爱省巴特曾格勒县     | 回紇           | 647年设 |
| 燕然都督府   | 燕然州   | 蒙古国中央省西                 | 多濫葛         | 647年设 |
| 龟林都督府   | 龟林州   | 蒙古国中央省东                 | 同羅           | 647年设 |
| 金微都督府   | 金微州   | 蒙古国肯特省温都尔汗           | 僕骨           | 647年设 |
| 卢山都督府   | 卢山州   | 蒙古国中戈壁省西               | 思結           | 647年设 |
| 卢山都督府   | 蹛林州   | 蒙古国前杭爱省北               | 思結別部阿布思 | 647年设 |
| 幽陵都督府   | 幽陵州   | 蒙古国东方省巴彦乌拉蘇木       | 拔野古         | 647年设 |
| 居延州都督府 | 居延州   | 内蒙古自治区锡林浩特市         | 白霫           |         |
| 居延州都督府 | 窴顏州   | 内蒙古自治区东乌珠穆沁旗       | 白霫           | 647年设 |
| 达浑都督府   | 达浑州   | 蒙古国苏赫巴托省               | 薛延陀         |         |
| 达浑都督府   | 姑衍州   | 蒙古国苏赫巴托省额尔德尼查干县 | 薛延陀         |         |
| 达浑都督府   | 步讫若州 | 蒙古国苏赫巴托省               | 薛延陀         |         |
| 达浑都督府   | 鹘州     | 蒙古国苏赫巴托省               | 薛延陀         |         |
| 达浑都督府   | 低粟州   | 蒙古国苏赫巴托省               | 薛延陀         |         |
| 贺兰都督府   | 贺兰州   | 蒙古国东戈壁省                 | 契苾           |         |
| 贺兰都督府   | 榆溪州   | 蒙古国中戈壁省东               | 契苾           | 647年设 |
| 皋兰州都督府 | 皋兰州   | 蒙古国巴彦洪戈尔省北           | 渾             | 647年设 |
| 堅昆都督府   | 坚昆州   | 俄罗斯哈卡斯共和国阿巴坎       | 黠戛斯         | 649年设 |

### 羁縻州
| 州名   | 现在地名                                 | 原部落     | 备注                   |
| ------ | ---------------------------------------- | ---------- | ---------------------- |
| 浚稽州 | 蒙古国前杭爱省博格多县科布多             | 渾别部甸焦 |                        |
| 溪弹州 | 蒙古国巴彦洪戈尔省南                     | 延陀       |                        |
| 狼山州 | 蒙古国科布多省                           | 葛逻禄左厢 | 650年设                |
| 浑河州 | 蒙古国扎布汗省                           | 葛逻禄右厢 | 658年设                |
| 新黎州 | 蒙古国乌布苏省                           | 拔悉密     | 649年设，669年改为州。 |
| 仙萼州 | 蒙古国库苏古尔省阿拉格额尔德尼县哈德嘎勒 | 都播       |                        |
| 余吾州 | 俄罗斯伊尔库茨克州                       | 骨利幹     | 原名玄阙州，龙朔中更名 |
| 鸡鹿州 | 俄罗斯布里亚特自治共和国乌兰乌德         | 奚結       | 647年设                |
| 燭龍州 | 俄罗斯赤塔州                             | 俱罗勃     |                        |
| 稽落州 | 蒙古国色楞格省                           | 斛薛       |                        |
| 鸡田州 | 蒙古国布尔干省                           | 阿跌       | 647年设                |
| 燕山州 | 蒙古国后杭爱省温都尔乌兰县               | 回紇       |                        |